# Samo (Italia)
Samo (Samu in calabrese e in greco-calabro) è un comune italiano di 678 abitanti della città metropolitana di Reggio Calabria in Calabria.

## Geografia fisica
Samo è un piccolo comune montano posto ad est di Reggio Calabria, situato su una collina elevata del versante sud-orientale dell'Aspromonte, a nord della fiumara Laverde. Il nucleo abitativo originale, ormai diroccato, chiamato Precacore, era invece costruito in una zona più sopraelevata, essendo posto sui fianchi di una vicina montagna, molto più ripida e scoscesa, dal quale si accede attraverso uno stretto sentiero montano, recentemente restaurato ed illuminato ad uso sia delle processioni religiose, che si recano nell'antico borgo durante la festa del santo patrono, sia degli escursionisti che vogliono percorrere a piedi la montagna.

## Origini del nome
Il primo insediamento ebbe il nome di Samo in onore dell'omonima madrepatria greca; nel X secolo d.C., dopo che gli abitanti si rifugiarono sulle montagne per sfuggire alle scorrerie dei pirati saraceni, il nuovo paese si chiamò Palecastro, che in greco significa "vecchia fortezza". Secondo un'antica tradizione, riportata dallo storico Vincenzo Tedesco, dopo il terremoto del 1349 che distrusse Palecastro, una donna di nobile casato, che nella sciagura aveva perso il marito e i sette figli, esclamò in preda al dolore: «Mamma, o mamma, nel vedere la mia città così distrutta mi crepa il cuore». Da ciò il nome del paese mutò dapprima in Crepacuore, poi in Precacore, rimanendo tale fino al 1911, quando, dopo la ricostruzione post-terremoto del 1908, ritornò all'antico nome di Samo, che conserva tutt'oggi.

## Storia

### Le origini leggendarie
Secondo una tradizione locale, avallata anche dallo storico greco Erodoto, Samo sarebbe stata fondata nel 492 a.C., da coloni greci provenienti dall'isola di Samos (Grecia), scappati per sfuggire alle incursioni dell'esercito del re Dario I di Persia. Dopo un'iniziale permanenza a Zancle (l'odierna Messina), da dove vennero scacciati dal tiranno Anassilao di Reggio, i profughi samii arrivarono sulla costa ionica calabrese, dirigendosi verso l'interno, a ridosso della Fiumara La Verde, in località Rudina, nel territorio di Locri Epizefiri. Qui, con il consenso della polis magnogreca, che voleva mettere un argine all'espansionismo di Reggio nella zona, fondarono un nuovo insediamento che chiamarono Samo in onore della loro isola. Ben presto la città s'ingrandì molto, estendendo notevolmente i suoi confini e costruendo una struttura portuale che la mise in collegamento con le isole greche più vicine, ottenendo inoltre, grazie al commercio marittimo, un notevole sviluppo economico. 
Una leggenda, consolidata nei secoli, ritiene che Samo sia stata la città natale del celebre filosofo e matematico Pitagora, come riportato da alcuni storici moderni, quali Gabriele Barrio, Girolamo Marafioti e Giovanni Fiore, che avallano i riferimenti di illustri intellettuali antichi, come Protagora, Aristarco, Epicuro, Cicerone e Tommaso d'Aquino. Tuttavia non esistono prove concrete della veridicità di questa voce popolare. 

### Il dominio feudale
Dopo la conquista romana della Calabria, anche l’antica Samo, insieme a molte città costiere magnogreche, perse gran parte della sua importanza e andò incontro ad un lento declino. Dopo la caduta dell’Impero Romano d’Occidente, seguì le turbolente vicende storiche della regione, sconvolta dapprima dalla guerra greco-gotica, poi dalle numerose incursioni dei pirati arabi, che a partire dal IX secolo iniziarono le loro scorrerie sulle coste calabresi. Samo venne saccheggiata e devastata nel 976, tanto che gli abitanti iniziarono ad abbandonare la costa per arroccarsi sulle alture collinari e montane, fondando un centro abitato fortificato sulla cima di un’irta altura montuosa, posta nella profondità della vallata La Verde, che da allora ne prese il nome: Palecastro, ossia vecchia fortezza. Il borgo fu in gran parte distrutto nel 1349 da un violento terremoto: oggi restano pochi ruderi indistinguibili, tanto che la vulgata popolare li indica con il fantasioso nome di "castello di Pitagora". Dopo il disastro, parte della popolazione si spostò più a valle, nei luogo chiamato "Giardini di Campolaco", fondando un nuovo paese, che venne chiamato Sant'Agata in onore della nuova santa protettrice. Al terremoto, inoltre, sarebbe da ascrivere l’origine del nome Precacore, che il centro abitato conservò fino all’inizio del XX secolo: lo storico Vincenzo Tedesco, infatti, riporta un aneddoto secondo il quale una nobildonna, che durante l’evento sismico aveva perso il marito e i sette figli, vedendo il suo paese distrutto esclamò addolorata: "Mamma, o Mamma, a veder la mia città distrutta mi crepa il core!". Alcuni datano questa circostanza nel 1530, quando il paese sarebbe stato spazzato via da un violento nubifragio, mentre, stando a Giovanni Fiore, il nome originale corretto sarebbe Pelicore, che in greco significa "vicino al paese". 
I primi feudatari di Precacore furono i Ruffo, la cui ultima rappresentante fu Enrichetta Ruffo, sposatasi con il nobile spagnolo Antonio Centelles, al quale toccarono i diritti ereditari sui feudi della moglie. Tuttavia, dopo la morte di Enrichetta nel 1453, la Baronia di Bianco passò a Tommaso Caracciolo il Rosso, spogliato di tutti i suoi beni nel 1457 per aver congiurato contro il re di Napoli Ferrante d’Aragona, il quale nel 1458 concesse ad Andrea De Pol la Baronia di Bianco, inclusa Precacore. Nel 1462 il feudo tornò a Centelles, il quale era stato perdonato da re Ferrante per aver complottato contro di lui, venendo reintegrato di tutti i suoi possedimenti: tre anni dopo, però, il feudatario tornò a congiurare contro il sovrano e fu nuovamente punito con la confisca dei beni, che per breve tempo tuttavia vennero amministrati dal fratello, Alfonso Centelles. Per circa trent’anni, dal 1466 al 1496, Precacore divenne una terra demaniale (ossia senza vincoli feudali), in attesa che tutti i beni della baronia fossero venduti all’asta. Infine, nel 1496 il feudo fu acquistato dal nobile messinese Tommaso Marullo, la cui famiglia ottenne dal re il titolo di conti di Condojanni e lo mantenne fino alla fine del XVI secolo; per una breve parentesi (1554-1569) il paese fu acquistato da Uberto Squarciafico, banchiere e imprenditore genovese.
I Marullo riacquistarono il centro montano nel 1569, ma ben presto andarono in bancarotta, a causa della loro cattiva gestione economica: per far fronte ai numerosi debiti contratti, nel 1589 il feudo venne confiscato e messo all'asta: Precacore fu acquistata da Giacomo Tranfo, patrizio di Tropea. I Tranfo possedettero il paese fino alla metà del XVIII secolo e ottennero anche il titolo ducale, ma anch'essi si indebitarono fortemente, subendo il sequestro del feudo per ripagare i creditori: a loro succedettero i De Franco, che acquistarono Precacore nel 1743 e vi esercitarono la loro giurisdizione fino all'eversione della feudalità nel 1806. 
A causa del terremoto del 1783 Precacore venne in parte distrutto e in parte reso inabitabile, a causa di una profonda fenditura che si aprì nella zona meridionale del monte Palecastro, dalla quale usciva a tratti del fumo nero.

### L'autonomia amministrativa
Dopo l'eversione della feudalità, con la riforma amministrativa del 1807 Precacore divenne un comune autonomo, facente parte del Circondario di Bianco, a sua volta parte del Distretto di Gerace, mantenendo questa suddivisione anche dopo la restaurazione borbonica. Gli abitanti del paese rimasero per la maggior parte fedeli alla dinastia dei Borbone, come testimoniato dall'appoggio che essi diedero, nel 1861, al generale catalano José Borjès, un legittimista che aveva in mente di riunire le bande brigantesche operanti nel Mezzogiorno in un unico esercito e riconquistare il Regno delle Due Sicilie. Sbarcato a Brancaleone, infatti, Borjès si diresse verso Precacore, dove fu accolto dal parroco e da molti cittadini, venti dei quali si unirono alla sua banda, salvo poi disperdersi dopo che i legittimisti ingaggiarono battaglia contro le Guardie Nazionali di Caraffa del Bianco. 
Nel 1908 il paese venne totalmente distrutto dal terremoto di Messina, che distrusse anche Reggio Calabria e gran parte dei paesi della costa ionica; gli abitanti decisero allora di ricostruire l'abitato più a valle, su una collina oltre il vallone di Santa Caterina, che con Regio Decreto n. 716 del 2 luglio 1911, emanato da re Vittorio Emanuele III, tornò a chiamarsi Samo. 

#### Samo di Calabria
Con l’avvento del fascismo e la conseguente riforma amministrativa che aggregava i piccoli comuni, dal 1927 Samo fu aggregato a Sant'Agata del Bianco, Caraffa del Bianco e Casignana, formando il nuovo Comune di Samo di Calabria, sotto la guida di un podestà nominato dal governo. Il comune riottenne la piena autonomia amministrativa nel 1946, alla vigilia del referendum istituzionale tra Monarchia e Repubblica, dove l'elettorato, donne incluse, votò in massa per l'istituto monarchico (418 voti pro-Monarchia contro 134 a favore della Repubblica).

### Simboli
Lo stemma e il gonfalone del comune di Samo sono stati concessi con decreto del presidente della Repubblica dell'11 aprile 1986.
(D.P.R. 11 aprile 1986)
Il gonfalone è un drappo partito di bianco e di rosso.

## Monumenti e luoghi d'interesse
- Il borgo di Precacore, sito sul monte Palecastro, è il centro storico del paese, recentemente restaurato, conosciuto per i suoi resti di arte greco-bizantina. Spesso viene visitato anche da comitive di stranieri, che soprattutto in agosto, in compagnia di parecchi Samesi, vi si recano per fare trekking e visitare e fotografare i vecchi sentieri che portano ai resti della località ormai diruta. Inoltre, in ambito religioso, tra i ruderi delle sue chiese si usa celebrare la messa in onore di san Giovanni Battista, patrono del paese, con enorme partecipazione di fedeli.

- Negli anni Novanta del XX secolo Samo ha subito un'importante opera di restyling, grazie alla cooperazione tra il Comune samese, l'Ente Parco dell’Aspromonte e l'Accademia di Belle Arti di Reggio Calabria, attuata con la creazione di numerosi murales, dipinti sulle facciate di case private, negozi ed uffici pubblici, oltre al restauro e all'abbellimento di panchine, di fontane e del lavatoio pubblico, ripristinato nell’originaria architettura muraria e decorato con tessere vitree policrome[15].

## Società

### Evoluzione demografica
Abitanti censiti

#### Religione
A Samo, come negli altri della zona, la massima parte degli abitanti è di religione cattolica, con poche minoranze di protestanti, soprattutto valdesi ed evangelici.

#### Festa patronale
Il patrono di Samo è san Giovanni Battista, celebrato ogni anno il 29 agosto con una grande processione religiosa, cui fanno seguito tre giorni di festeggiamenti. La storia riguardante le celebrazioni di san Giovanni Battista è antica e radicata, risalente alla vera processione, che si svolgeva nelle piccole e tortuose viuzze del paese di Precacore, nucleo originario della cittadina.Ancora oggi la statua che viene usata per le celebrazioni è quella di centinaia di anni fa, rinomata perché secondo la tradizione avrebbe realizzato numerosi prodigi miracolosi.
La tradizione vuole che dal 19 agosto, dopo i fuochi d'artificio, abbia inizio la novena. La mattina seguente, verso le cinque (i più coraggiosi alle quattro), la gente sale lungo una stradina di montagna che porta a quelle case dirute, benedette dal santo; la novena si conclude il 28 agosto, quando, sopra il sagrato del borgo, moltissimi paesani si accingono a celebrare e a seguire la messa. La sera del 29 agosto, dopo la processione mattutina, si rinnova la solenne discesa del Santo Patrono, mentre, a tarda sera, si ammira il piccolo borgo che viene illuminato a festa.
Durante i festeggiamenti civili, il Comune si impegna a proporre gruppi o singoli artisti che cantano, recitano e ballano. Negli ultimi tre anni, un comitato organizzatore composto in prevalenza da giovani si è prodigato per l'allestimento della festa, ottenendo ottimi risultati.

## Geografia antropica
Samo conta due nuclei abitativi distinti: il borgo di Precacore, cuore storico del paese, e l'odierno abitato di Samo, ricostruito su una collina più a valle dell'antico centro abitato. Questo è stato edificato su una montagna ripida ed inaccessibile, in cima alla quale sorgono i resti di un castello, che la tradizione locale chiama "castello di Pitagora", per la credenza che vi sia nato il celebre filosofo e matematico greco, sebbene sia ben più probabile identificarlo come un antico avamposto militare di epoca bizantina. L'unica via d'accesso a Precacore era impervia e scoscesa, mentre il paese era formato da case basse ad un solo piano, costruite in pietra e con il tetto formato da tegole di creta, munite di canali per l'acqua piovana.
Dopo il terremoto di Messina del 1908, che colpì anche molti comuni calabresi della fascia ionica reggina, Precacore venne completamente rasa al suolo dall'evento sismico; ciò indusse gli abitanti a riedificare le proprie case su una collina posta più a valle, a minor distanza dalla fiumara La Verde, ribattezzando il nuovo paese con il nome di Samo, in onore delle sue vantate origini greche. Il paese si staglia in verticale lungo la collina ed è attraversato da ripide strade urbane in salita: la via principale, intitolata a Michele Bianchi, comincia a cento metri dal centro storico, sito in piazza Municipio, e continua per circa cento metri verso nord. Le altre strade principali sono: via Casette Popolari Terremotati, via Casette Popolari Alluvionati, via La Verde, che prende il nome dall'omonima fiumara, e via Pitagora, così chiamata in onore della più illustre personalità legata a Samo.

## Economia
L'economia samese è prevalentemente agricola, con produzione di ortaggi, di olio e di un vino passito dolce, chiamato "Mantonico di Samo", per distinguerlo da un altro prodotto vinario della zona, il Mantonico di Bianco, tipico dell'omonimo paese limitrofo; l'allevamento, invece, riguarda principalmente gli ovini e i caprini. L'artigianato locale, sebbene di nicchia, è molto importante per l'economia di Samo, famosa in tutta la Provincia di Reggio Calabria per la produzione delle sue Pezzare, stuoie ricavate dai panni di scarto e decorate con colori sgargianti, che sono ancora oggi tessuti a mano dalle donne nei telai artigianali del paese. Anche il turismo montano ha una voce importante nell'economia del paese, grazie al sentiero che conduce al borgo di Precacore, usato da molti gruppi di escursionisti, sia locali che forestieri, per fare trekking.

## Infrastrutture e trasporti
L'abitato di Samo è collegato alla costa dalla SP 69, congiunta alla Strada Statale 106 all'altezza di Bianco.

## Amministrazione
| Periodo           | Periodo           | Primo cittadino                                            | Partito                        | Carica      | Note   |
| ----------------- | ----------------- | ---------------------------------------------------------- | ------------------------------ | ----------- | ------ |
| 21 novembre 1993  | 17 dicembre 1996  | Giuseppe Pulitanò                                          | Democrazia Cristiana           | Sindaco     | .      |
| 27 aprile 1997    | 5 febbraio 1999   | Luigi Olivio Stefano Caracciolo                            | Lista civica di centrosinistra | Sindaco     | .      |
| 13 giugno 1999    | 13 giugno 2004    | Giovanni Micchia                                           | Lista civica di centrosinistra | Sindaco     |        |
| 13 giugno 2004    | 24 gennaio 2012   | Giuseppe Bruzzaniti                                        | Lista civica di centro         | Sindaco     | .      |
| 24 gennaio 2012   | 29 aprile 2014    | Maria Stefania Caracciolo, Alfredo Minieri e Agata Polizzi |                                | Comm. str.  | [ 20 ] |
| 30 aprile 2014    | 31 maggio 2015    | Eugenia Salvo                                              |                                | Comm. pref. | [ 21 ] |
| 1º giugno 2015    | 22 settembre 2020 | Giovambattista Bruzzaniti                                  | Lista civica                   | Sindaco     |        |
| 22 settembre 2020 | in carica         | Paolo Pulitanò                                             | Lista civica                   | Sindaco     |        |

### Gemellaggi
- Samo

## Sport
Come tutti i paesi della zona, anche Samo ha avuto una squadra di calcio, che negli anni Settanta e Ottanta si chiamava Samese, per poi ri-denominarsi AC Samo nel 2005, militando nel campionato di Seconda Categoria e disputando le partite nello stadio comunale di Samo, prima del suo scioglimento avvenuto nel 2012.